# Формула-1 — Гран-прі Монако 2008

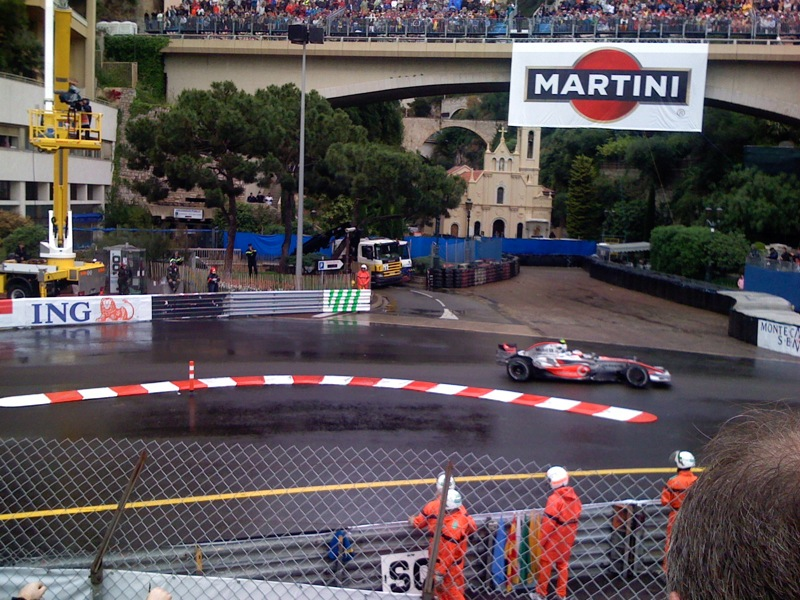
Переможець Гран-прі Монако 2008, Льюїс Хемілтон.

Гран-прі Монако 2008 року — шостий етап чемпіонату світу 2008 року з автоперегонів у класі Формула-1, відбувся з 22 по 25 травня на вуличній трасі в Монте-Карло (Монако). Перемогу на цих перегонах святкував британський гонщик Льюїс Хемілтон з команди «Макларен-Мерседес». Ця перемога стала другою у сезоні як для Хемілтона, так і для «Макларен».

## Класифікація

### Кваліфікація
|    | Пілот               | Команда            | 1 частина | 2 частина | 3 частина  |
| -- | ------------------- | ------------------ | --------- | --------- | ---------- |
| 1  | Феліпе Масса        | Феррарі            | 1:15.190  | 1:15.110  | 1:15.787   |
| 2  | Кімі Ряйкконен      | Феррарі            | 1:15.717  | 1:15.404  | 1:15.815   |
| 3  | Льюїс Хемілтон      | Макларен-Мерседес  | 1:15.582  | 1:15.322  | 1:15.839   |
| 4  | Хейкі Ковалайнен    | Макларен-Мерседес  | 1:15.295  | 1:15.389  | 1:16.165   |
| 5  | Роберт Кубіца       | Заубер-БМВ         | 1:15.977  | 1:15.483  | 1:16.171   |
| 6  | Ніко Росберг        | Вільямс-Тойота     | 1:15.935  | 1:15.287  | 1:16.548   |
| 7  | Фернандо Алонсо     | Рено               | 1:16.646  | 1:15.827  | 1:16.852   |
| 8  | Ярно Труллі         | Тойота             | 1:16.306  | 1:15.598  | 1:17.203   |
| 9  | Марк Веббер         | Ред Булл-Рено      | 1:16.074  | 1:15.745  | 1:17.343   |
| 10 | Девід Култхард      | Ред Булл-Рено      | 1:16.086  | 1:15.839  | немає часу |
| 11 | Тімо Глок           | Тойота             | 1:16.285  | 1:15.907  |            |
| 12 | Дженсон Баттон      | Хонда              | 1:16.259  | 1:16.101  |            |
| 13 | Нік Хайдфельд       | Заубер-БМВ         | 1:16.650  | 1:16.455  |            |
| 14 | Кадзукі Накадзіма   | Вільямс-Тойота     | 1:16.756  | 1:16.479  |            |
| 15 | Рубенс Барікелло    | Хонда              | 1:16.208  | 1:16.537  |            |
| 16 | Себастьєн Бурде     | Торо Россо-Феррарі | 1:16.806  |           |            |
| 17 | Нельсон Піке (мол.) | Рено               | 1:16.933  |           |            |
| 18 | Себастьян Феттель   | Торо Россо-Феррарі | 1:16.955  |           |            |
| 19 | Адріан Сутіл        | Форс Індія-Феррарі | 1:17.225  |           |            |
| 20 | Джанкарло Фізікелла | Форс Індія-Феррарі | 1:17.823  |           |            |

### Перегони
|      | Пілот               | Команда            | Кіл | Час             | Старт | Очок |
| ---- | ------------------- | ------------------ | --- | --------------- | ----- | ---- |
| 1    | Льюїс Хемілтон      | Макларен-Мерседес  | 76  | 2:00:42.742     | 3     | 10   |
| 2    | Роберт Кубіца       | Заубер-БМВ         | 76  | +3.0            | 5     | 8    |
| 3    | Феліпе Масса        | Феррарі            | 76  | +4.8            | 1     | 6    |
| 4    | Марк Веббер         | Ред Булл-Рено      | 76  | +19.2           | 9     | 5    |
| 5    | Себастьян Феттель   | Торо Россо-Феррарі | 76  | +24.6           | 19    | 4    |
| 6    | Рубенс Барікелло    | Хонда              | 76  | +28.4           | 14    | 3    |
| 7    | Кадзукі Накадзіма   | Вільямс-Тойота     | 76  | +30.1           | 13    | 2    |
| 8    | Хейкі Ковалайнен    | Макларен-Мерседес  | 76  | +33.1           | 4     | 1    |
| 9    | Кімі Ряйкконен      | Феррарі            | 76  | +33.7           | 2     |      |
| 10   | Фернандо Алонсо     | Рено               | 75  | +76.3           | 7     |      |
| 11   | Дженсон Баттон      | Хонда              | 75  | +1 коло         | 11    |      |
| 12   | Тімо Глок           | Тойота             | 75  | +1 коло         | 10    |      |
| 13   | Ярно Труллі         | Тойота             | 75  | +1 коло         | 8     |      |
| 14   | Нік Хайдфельд       | Заубер-БМВ         | 72  | +4 кола         | 12    |      |
| схід | Адріан Сутіл        | Форс Індія-Феррарі | 67  | аварія          | 18    |      |
| схід | Ніко Росберг        | Вільямс-Тойота     | 59  | аварія          | 6     |      |
| схід | Нельсон Піке (мол.) | Рено               | 47  | аварія          | 17    |      |
| схід | Джанкарло Фізікелла | Форс Індія-Феррарі | 36  | коробка передач | 20    |      |
| схід | Девід Култхард      | Ред Булл-Рено      | 7   | аварія          | 15    |      |
| схід | Себастьєн Бурде     | Торо Россо-Феррарі | 7   | аварія          | 16    |      |

Найшвидше коло: Кімі Ряйкконен — 1:16.689.
Кола лідирування: Льюїс Хемілтон — 44 (33-76), Феліпе Масса — 22 (1-15, 26-32), Роберт Кубіца — 10 (16-25).